# Каминкер, Давид Моисеевич
Давид Моисеевич Каминкер (24.05.1912 — 06.11.1976) — советский учёный, доктор физико-математических наук, профессор, один из основателей ЛИЯФ.

## Биография
Окончил школу-семилетку, Житомирский индустриальный техникум (1930) и три года работал теплотехником, начальником горнового цеха, сменным инженером, после чего поступил в Ленинградский политехнический институт по специальности экспериментальная физика (диплом с отличием). В 1938—1940 годах учился в аспирантуре.
С 1940 года на преподавательской работе в ЛПИ. В июле 1941 года вступил в народное ополчение. Воевал в составе 44-й стрелковой дивизии: рядовой, затем командир радиовзвода и штабной роты.
С осени 1945 года работал в ФТИ. В 1946 году защитил диссертацию на тему «Возможности получения в циклотроне ионов релятивистских энергий». В 1956 году защитил докторскую диссертацию (закрытая тема «Вопросы движения ионов в циклотроне»).
В июле 1957 года назначен заместителем директора ФТИ. С 1961 года заведующий и научный руководитель Лаборатории нейтронных исследований. В 1971 году переведён на аналогичную должность в Ленинградский институт ядерной физики АН СССР: заместитель директора, зав. Лабораторией нейтронных исследований и сектором ядерной спектроскопии.
Доктор физико-математических наук, профессор. Автор и соавтор более 150 научных работ.
Награждён орденами Отечественной войны II степени, Красной Звезды, «Знак Почёта», медалями «За оборону Ленинграда», «За победу над Германией», «В память 250-летия Ленинграда».
Жена — Александра Фёдоровна. Двое детей:
- Александр Давидович Каминкер — доктор физико-математических наук, ведущий научный сотрудник сектора теоретической астрофизики ФТИ;
- Дмитрий Давыдович Каминкер, скульптор, основатель творческого объединения «Деревня художников».

В конце 1930-х годов жил в д. 5 и 7 по ул. Жака Дюкло.